# Barre (condado de Worcester, Massachusetts)
Barre é um lugar designado pelo censo localizado no condado de Worcester no estado estadounidense de Massachusetts. No Censo de 2010 tinha uma população de 1.009 habitantes e uma densidade populacional de 246,26 pessoas por km².

## Geografia
Barre encontra-se localizado nas coordenadas 42° 25′ 23″ N, 72° 06′ 23″ O. Segundo a Departamento do Censo dos Estados Unidos, Barre tem uma superfície total de 4.1 km², da qual 4.1 km² correspondem a terra firme e (0%) 0 km² é água.

## Demografia
Segundo o censo de 2010, tinha 1.009 pessoas residindo em Barre. A densidade populacional era de 246,26 hab./km². Dos 1.009 habitantes, Barre estava composto pelo 97.52 % brancos, o 0.59 % eram afroamericanos, o 0.4 % eram amerindios, o 0.3 % eram asiáticos, o 0 % eram insulares do Pacífico, o 0.3 % eram de outras raças e o 0.89 % pertenciam a duas ou mais raças. Do total da população o 0.99 % eram hispanos ou latinos de qualquer raça.